# Charles Dufresne
Georges-Charles Dufresne (Millemont, 23 de noviembre de 1876-La Seyne-sur-Mer, 8 de agosto de 1938) fue un pintor, grabador, escultor y decorador francés.

## Biografía
Provenía de una familia de marineros y pescadores originaria de Granville. Dejó la escuela para estudiar grabado, luego fue a París, donde se matriculó en la Escuela de Bellas Artes y encontró un puesto en los talleres de Hubert Ponscarme. Más tarde, se convirtió en asistente del escultor y medallista Alexandre Charpentier.
Sin embargo, se sintió más atraído por la pintura y comenzó a hacer pasteles en Café-concerts, circos y guinguettes, a la manera de Toulouse-Lautrec. Su primera exposición se produjo en el Salón de la Société Nationale des Beaux-Arts en 1903. Posteriormente, él y su gran amigo, el grabador estadounidense Herbert Lespinasse (1884-1972), realizaron un largo viaje a Italia y se hospedaron en la Villa Médici. En 1908, pasó algún tiempo trabajando en Bretaña por invitación de Jean Frélaut.

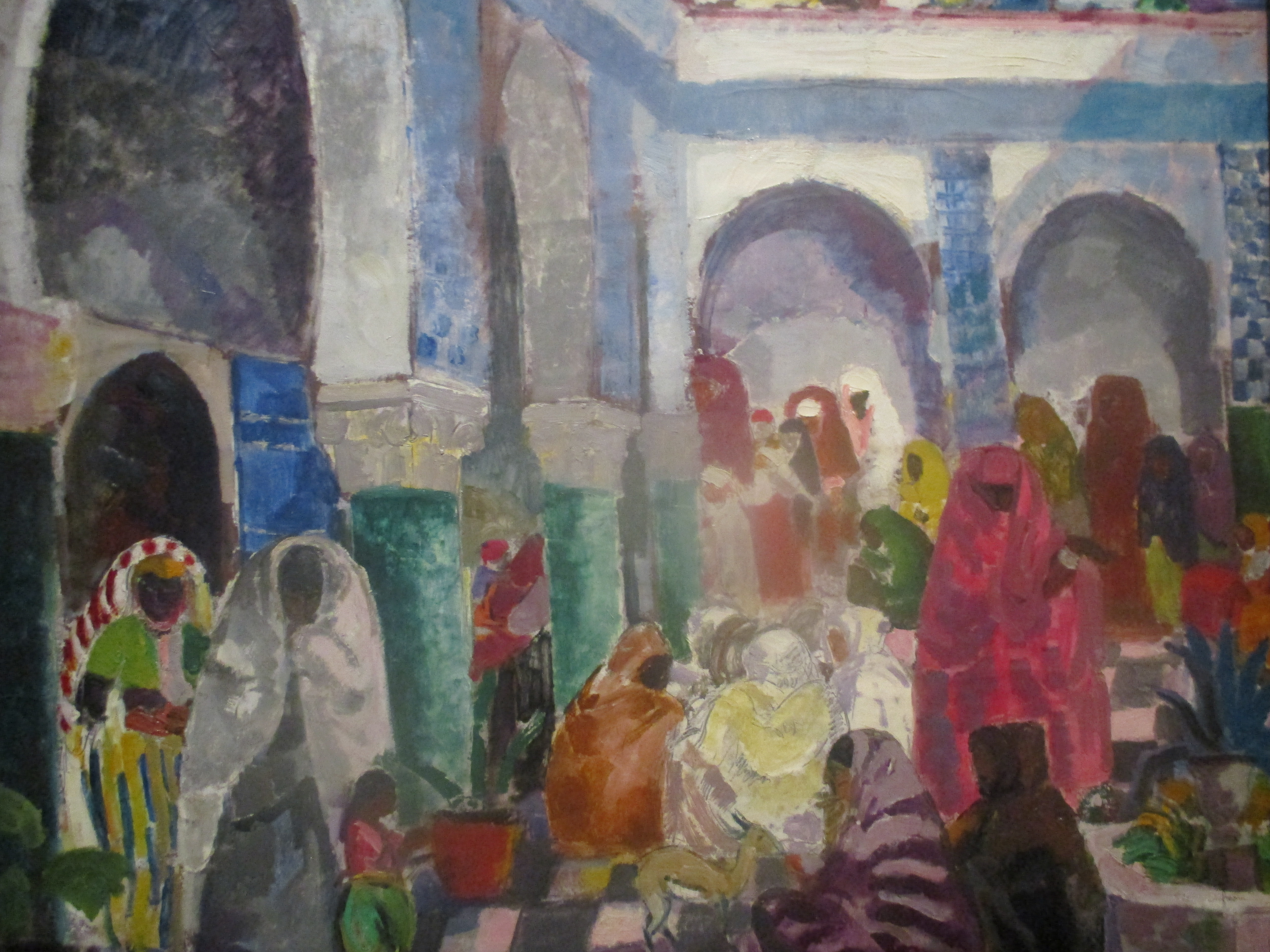
Patio en Argel.

En 1910 fue uno de los ganadores del premio Abd-el-Tif. Entre 1910 y 1912 vivió en Argel, en la Villa Abd-el-Tif, donde pasó del pastel al óleo. A su regreso, abrió un estudio y produjo numerosas obras orientalistas.
Fue movilizado a principios de la Primera Guerra Mundial. Tras ser gaseado, fue trasladado a la Sección de Camuflaje al mando de un viejo conocido, el pintor André Dunoyer de Segonzac. Durante este tiempo, logró pintar algunas escenas cubistas de la guerra.

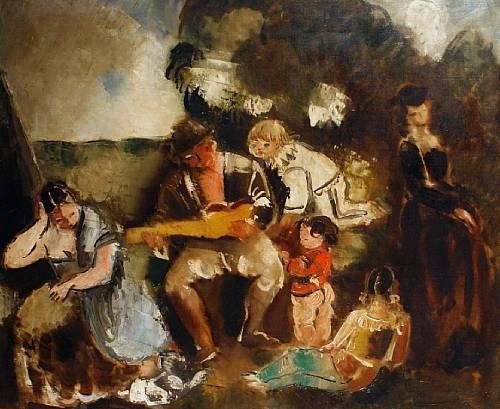
El concierto.

En 1921, Jacques Rouché, director de la Ópera de París, le encargó diseñar escenografías para Antar, un ballet de Henri Caïn con música de Gabriel Dupont. Dos años después, fue uno de los fundadores del Salon des Tuileries. Entre 1921 y 1923, por encargo de Louis Süe y André Mare (a quien había conocido en la sección de camuflaje), creó diseños de tapices sobre el tema de Paul et Virginie, para su uso como revestimientos de muebles Art Deco. El conjunto completo, utilizando nuevas técnicas de tejido, se presentó en la Exposición Internacional de Artes Decorativas e Industrias Modernas en 1925.
A fines de la década de 1920, se convirtió en profesor en la Académie scandinave, una escuela de arte establecida con patrocinio escandinavo que funcionó desde 1919 hasta 1935. En 1936, creó más diseños de tapices para el Mobilier National. Ese mismo año, pintó decoraciones en el vestíbulo del Palacio de Chaillot. Su último encargo, realizado justo antes de su muerte, involucró cinco grandes murales para la Facultad de Farmacia de París, división de la Universidad de París Descartes.

## Reconocimientos
En 1910, Dufresne ganó el premio de África del Norte en 1910. Una importante retrospectiva de su obra se presentó en la Bienal de Venecia poco después de su muerte.